# Lamponella kanangra
Lamponella kanangra là một loài nhện trong họ Lamponidae. Loài này được phát hiện ở Nieuw-Zuid-Wales.